# Gli orsetti del cuore - Il film
Gli orsetti del cuore - Il film è un film d'animazione del 1985 diretto da Arna Selznick.
Con protagonisti gli orsetti del cuore, il film ha avuto un sequel nel 1986 Gli orsetti del cuore 2 - La nuova generazione.

## Trama
Gli Orsetti del Cuore sono dei guardiani che hanno il compito di mantenere una costante stabilità a livello di amore e amicizia tra gli esseri umani sulla Terra e abitano sulle alte nuvole, in un paese incantato, Tantamore. Un giorno, uno degli orsetti, Magicorso, individua due bambini di nome Kim e Jason, che sembrano non essere felici, e invia Amicorso e Bisbigliorso sulla Terra. I due orsetti apprendono che i due bambini non avrebbero più voluto farsi nuove amicizie, essendo rimasti orfani. Nello stesso tempo, Tenerorso, il capo degli Orsetti del Cuore, individua Nicholas, un ragazzo in difficoltà nel farsi nuove amicizie; costui si fa persuadere dal potere di un libro di magia nera, che assume le sembianze di uno spirito. Lo spirito malvagio promette di fargli fare nuove amicizie, a patto che lui impari a usare la magia. Distrattamente Nicholas fa cadere la chiave del libro-spirito e Tenerorso la raccoglie.
A Tantamore, due baby-orsetti premono i tasti del teletrasportatore "raggio baleno" e Amicorso, Bisbigliorso, Kim e Jason vengono teletrasportati da loro accidentalmente. I bambini si lasciano convincere a diventare buoni amici degli Orsetti del Cuore e promettono di aiutarli. Intanto Nicholas debutta su un palcoscenico con dei giochi di prestigio sbeffeggiati dalla magia del libro-spirito e la folla esplode in risate. Offeso, Nicholas pronuncia una frase malefica che farà irritare tutti gli esseri umani sulla Terra, dimenticandosi della pace e della amicizia.
Tenerorso corre a Tantamore per avvisare del pericolo e un violento sisma distrugge Tantamore quasi completamente. In seguito a un guasto al raggio baleno, i due bambini, Amicorso e Bisbigliorso vengono teletrasportati non sulla Terra, ma in un posto sperduto. Qui incontrano i cugini degli Orsetti del Cuore: il leone Cuordileone, la scimmia CuorScherzoso e il coniglio CuorVeloce.
Intanto, Nicholas compie un sortilegio per recuperare i due bambini Kim e Jason, ormai ultimi sulla Terra a essere buoni amici. Il sortilegio tenterà invano di ostacolare i protagonisti sotto forma di uno squalo, un albero vivente e un rapace. Sotto forma di rapace, Amicorso e Bisbigliorso tentano invano di dissolverlo con la loro unica arma, il raggio del cuore, ma corrono in aiuto tutti gli Orsetti del Cuore sconfiggendo il sortilegio.
Ormai a Tantamore la situazione peggiora: il raggio baleno non funziona e, se Kim e Jason si fanno sedurre dal male, il villaggio potrebbe andare distrutto per sempre. Sulla Terra. Nicholas va alla ricerca degli ingredienti per il massivo incantesimo e incrocia i due bambini, che si danno alla fuga. Trovati gli ingredienti, sarebbe ormai imbattibile. Tuttavia, dentro di lui c'è sempre del buono e tenta di non gettare gli ingredienti nel calderone, ma viene sopraffatto dallo spirito del libro. Intanto, sopraggiungono tutti gli Orsetti del Cuore e tutti gli amici incontrati usano il raggio per persuadere Nicholas, ma solo l'arrivo dei bambini e il loro volere essere amici di Nicholas lo faranno cedere una volta per tutte. A questo punto, basta chiudere il libro con la chiave. Dopo una clamorosa vittoria, a Tantamore vengono assunti i nuovi amici-animaletti, mentre sulla Terra Nicholas ottiene successo come prestigiatore e Kim e Jason hanno due nuovi genitori. Il film si conclude con Nicholas che in realtà ha raccontato questa favola ai suoi figli.